# Legionella steelei
Espèce
Legionella steelei est une espèce de bactéries gram-négatives de la famille des Legionellaceae.

## Description
Les Legionella steelei sont des bactéries à Gram négatif capables de croître sur milieu BCYE en étant auxotrophes pour le cystéine. Elles exhibent une fluorescence jaune brillante sous stimulation par des UV, coloration qui peut passer au blanc-bleuté tardivement. La croissance est optimale à 35 °C sur milieu mais faible à 37 °C. Elles ne sont pas capables de croître dans les cellules humaines A549 mais se multiplient très bien à 30 °C dans les Acanthamoeba castellani.

## Taxonomie
Le nom correct complet (avec auteur) de ce taxon est Legionella steelei Edelstein et al. 2012.

### Étymologie
L'étymologie du nom de cette espèce est la suivante : steel’e.i. N.L. gen. masc. n. steelei, de Steele, concerne le microbiologiste australien Trevor Steele,qui a été un pionnier dans les travaux sur l'écologie et la pathogénicité des infections de L. longbeachae.